# Dire Straits 1982/3
Dire Straits 1982/3 è la tournée dei Dire Straits che ebbe luogo dal 30 novembre 1982 al 23 luglio 1983.
Lo spettacolo conclusivo del tour – tenuto al teatro Hammersmith Odeon di Londra – fu immortalato nell'album doppio Alchemy: Dire Straits Live. Diversamente dalla maggior parte degli album dal vivo, il disco fu dato alle stampe senza sovraincisioni di alcun genere né ritocchi in studio, in modo tale da salvaguardare la naturalezza della registrazione, tipica dei bootleg, mettendo al contempo in rilievo la capacità dei Dire Straits di esaltare lo spessore della loro musica in concerto.

## Formazione

### Dire Straits
- Mark Knopfler – voce e chitarra
- John Illsley – basso e cori
- Hal Lindes – chitarra e cori
- Alan Clark – tastiere
- Terry Williams – batteria

### Altri musicisti
- Mel Collins – sassofono
- Tommy Mandel – tastiere
- Joop de Korte – percussioni (parti marginali)[5]

## Concerti
Regno Unito
1. 30 novembre 1982 – Civic Hall, Guildford,  Regno Unito
2. 1º dicembre 1982 – City Hall, Sheffield,  Regno Unito (scaletta 1)
3. 2 dicembre 1982 – City Hall, Sheffield,  Regno Unito
4. 3 dicembre 1982 – Spa Royal Hall, Bridlington,  Regno Unito
5. 4 dicembre 1982 – Leisure Centre, Deeside,  Regno Unito
6. 5 dicembre 1982 – Apollo, Glasgow,  Regno Unito
7. 6 dicembre 1982 – Playhouse, Edinburgh,  Regno Unito
8. 7 dicembre 1982 – Playhouse, Edinburgh,  Regno Unito
9. 8 dicembre 1982 – City Hall, Newcastle,  Regno Unito
10. 9 dicembre 1982 – City Hall, Newcastle,  Regno Unito
11. 10 dicembre 1982 – Apollo, Manchester,  Regno Unito
12. 11 dicembre 1982 – Apollo, Manchester,  Regno Unito
13. 12 dicembre 1982 – Gaumont, Ipswich,  Regno Unito
14. 13 dicembre 1982 – De Montfort Hall, Leicester,  Regno Unito
15. 14 dicembre 1982 – National Exhibition Centre, Birmingham,  Regno Unito
16. 15 dicembre 1982 – The Centre, Brighton,  Regno Unito
17. 16 dicembre 1982 – The Centre, Brighton,  Regno Unito
18. 17 dicembre 1982 – National Exhibition Centre, Birmingham,  Regno Unito (scaletta 2)
19. 18 dicembre 1982 – Wembley Arena, Londra,  Regno Unito (scaletta 2)
20. 19 dicembre 1982 – Wembley Arena, Londra,  Regno Unito
21. 20 dicembre 1982 – Wembley Arena, Londra,  Regno Unito
22. 21 dicembre 1982 – Wembley Arena, Londra,  Regno Unito

Australia e Nuova Zelanda
1. 4 marzo 1983 – Hordern Pavilion, Sydney,  Australia
2. 5 marzo 1983 – Hordern Pavilion, Sydney,  Australia
3. 6 marzo 1983 – Hordern Pavilion, Sydney,  Australia
4. 7 marzo 1983 – Hordern Pavilion, Sydney,  Australia
5. 8 marzo 1983 – Hordern Pavilion, Sydney,  Australia
6. 9 marzo 1983 – Hordern Pavilion, Sydney,  Australia
7. 11 marzo 1983 – Festival Hall, Brisbane,  Australia
8. 12 marzo 1983 – Festival Hall, Brisbane,  Australia
9. 13 marzo 1983 – Festival Hall, Brisbane,  Australia
10. 15 marzo 1983 – Indoor Sports Centre, Canberra,  Australia
11. 17 marzo 1983 – Memorial Drive Tennis Stadium, Adelaide,  Australia
12. 18 marzo 1983 – Memorial Drive Tennis Stadium, Adelaide,  Australia
13. 19 marzo 1983 – Festival Hall, Melbourne,  Australia
14. 20 marzo 1983 – Festival Hall, Melbourne,  Australia
15. 21 marzo 1983 – Festival Hall, Melbourne,  Australia
16. 22 marzo 1983 – Festival Hall, Melbourne,  Australia
17. 24 marzo 1983 – Entertainment Centre, Perth,  Australia
18. 26 marzo 1983 – Western Springs Stadium, Auckland,  Nuova Zelanda
19. 29 marzo 1983 – Athletic Park, Wellington,  Nuova Zelanda
20. 30 marzo 1983 – Athletic Park, Wellington,  Nuova Zelanda

Giappone
1. 2 aprile 1983 – Seinenken Hall, Tokyo,  Giappone
2. 3 aprile 1983 – Seinenken Hall, Tokyo,  Giappone (scaletta 3)
3. 4 aprile 1983 – Seinenken Hall, Tokyo,  Giappone
4. 5 aprile 1983 – Expo Hall, Osaka,  Giappone

Europa
1. 11 maggio 1983 – Ernst Merck-Halle, Amburgo,  Germania Ovest
2. 12 maggio 1983 – Broendbyhalle, Copenaghen,  Danimarca
3. 14 maggio 1983 – Deutschlandhalle, Berlino,  Germania Ovest
4. 15 maggio 1983 – Eissporthalle, Kassel,  Germania Ovest
5. 16 maggio 1983 – Sporthalle, Colonia,  Germania Ovest
6. 18 maggio 1983 – Stadthalle, Vienna,  Austria (scaletta 3)
7. 19 maggio 1983 – Stadhalle, Linz,  Austria
8. 20 maggio 1983 – Olympiahalle, Monaco di Baviera,  Germania Ovest
9. 21 maggio 1983 – Festhalle, Francoforte sul Meno,  Germania Ovest
10. 22 maggio 1983 – Ebert-Halle, Ludwigshafen,  Germania Ovest
11. 23 maggio 1983 – Hallenstadion, Zurigo,  Svizzera
12. 24 maggio 1983 – Hallenstadion, Zurigo,  Svizzera
13. 25 maggio 1983 – Patinoir Des Vernets, Ginevra,  Svizzera
14. 26 maggio 1983 – Patinoir Des Vernets, Ginevra,  Svizzera
15. 27 maggio 1983 – Palais Des Sports, Grenoble,  Francia
16. 28 maggio 1983 – St. Jakob Sporthalle, Basilea,  Svizzera
17. 29 maggio 1983 – Renhus, Strasburgo,  Francia
18. 30 maggio 1983 – Centre Sportif, Lussemburgo,  Lussemburgo
19. 31 maggio 1983 – Forêt Nationale, Bruxelles,  Belgio
20. 1º giugno 1983 – Forêt Nationale, Bruxelles,  Belgio
21. 12 giugno 1983 – IJsselhallen, Zwolle,  Paesi Bassi
22. 13 giugno 1983 – Maasport, Den Bosch,  Paesi Bassi (scaletta 4)
23. 14 giugno 1983 – Jaap Edenhal, Amsterdam,  Paesi Bassi
24. 16 giugno 1983 – Ahoy, Rotterdam,  Paesi Bassi (scaletta 3)
25. 17 giugno 1983 – Rodahal, Kerkrade,  Paesi Bassi
26. 18 giugno 1983 – Parc Des Expositions, Lille,  Francia
27. 19 giugno 1983 – Palais Des Sports, Parigi,  Francia
28. 20 giugno 1983 – Palais Des Sports, Parigi,  Francia
29. 21 giugno 1983 – Palais Des Sports, Parigi,  Francia
30. 22 giugno 1983 – Palais Des Sports, Parigi,  Francia
31. 23 giugno 1983 – Palais Des Sports, Parigi,  Francia
32. 24 giugno 1983 – La Beaujoire, Nantes,  Francia
33. 26 giugno 1983 – Les Arènes, Bayonne,  Francia
34. 28 giugno 1983 – Estadio Roman Valero, Madrid,  Spagna
35. 30 giugno 1983 – Levante Futbol Estadio, Valencia,  Spagna
36. 1º luglio 1983 – Estadio Municipal Narcis Sala, Barcellona,  Spagna
37. 3 luglio 1983 – Arènes, Béziers,  Francia
38. 5 luglio 1983 – Stadio Comunale, Novara,  Italia (scaletta 3)
39. 6 luglio 1983 – Stadio Comunale, Ferrara,  Italia (scaletta 5)
40. 7 luglio 1983 – Stadio Comunale, Prato,  Italia
41. 8 luglio 1983 – Ippodromo Le Capannelle, Roma,  Italia (scaletta 5)
42. 9 luglio 1983 – Stadio Comunale, Cava dei Tirreni,  Italia
43. 12 luglio 1983 – Stadio, Zagabria,  Jugoslavia
44. 17 luglio 1983 – Punchestown Racecourse, Naas,  Irlanda
45. 20 luglio 1983 – Dominion Theatre, Londra,  Regno Unito
46. 22 luglio 1983 – Hammersmith Odeon, Londra,  Regno Unito
47. 23 luglio 1983 – Hammersmith Odeon, Londra,  Regno Unito (scaletta 3)

## Scaletta

### Scaletta 1
1. Once Upon a Time in the West
2. Industrial Disease
3. Expresso Love
4. It Never Rains
5. Romeo and Juliet
6. Love over Gold
7. Private Investigations
8. Sultans of Swing
9. Twisting by the Pool
10. Two Young Lovers
11. Portobello Belle
12. Tunnel of Love
13. Telegraph Road
14. Solid Rock
15. Going Home: Theme of the Local Hero

### Scaletta 2
1. Once Upon a Time in the West
2. Industrial Disease
3. Expresso Love
4. It Never Rains
5. Romeo and Juliet
6. Love over Gold
7. Private Investigations
8. Sultans of Swing
9. Twisting by the Pool
10. Two Young Lovers
11. Portobello Belle
12. Telegraph Road

### Scaletta 3
1. Once Upon a Time in the West
2. Industrial Disease
3. Expresso Love
4. Romeo and Juliet
5. Love over Gold
6. Private Investigations
7. Sultans of Swing
8. Twisting by the Pool
9. Two Young Lovers
10. Portobello Belle
11. Tunnel of Love
12. Telegraph Road
13. Solid Rock
14. Going Home: Theme of the Local Hero

### Scaletta 4
1. Once Upon a Time in the West
2. Industrial Disease
3. Expresso Love
4. Romeo and Juliet
5. Love over Gold
6. Private Investigations
7. Sultans of Swing
8. Twisting by the Pool
9. Two Young Lovers
10. Portobello Belle
11. Tunnel of Love
12. Telegraph Road
13. Solid Rock
14. Tulpen uit Amsterdam
15. Going Home: Theme of the Local Hero

### Scaletta 5
1. Once Upon a Time in the West
2. Industrial Disease
3. Expresso Love
4. Romeo and Juliet
5. Love over Gold
6. Private Investigations
7. Sultans of Swing
8. Twisting by the Pool
9. Two Young Lovers
10. Tunnel of Love
11. Telegraph Road
12. Solid Rock
13. Going Home: Theme of the Local Hero